# Upplands runinskrifter 473
Upplands runinskrifter 473 är ett vikingatida runblock av granit i Skottsila, Knivsta socken och Knivsta kommun. Runstenen är kullfallen med ristningsytan uppåt. Den är i det närmaste triangulär. Stenblocket är cirka 1,9 meter gånger cirka 1,6 meter. Blocket är cirka 0,8 meter tjockt. Runslingans bredd är mellan 8 och 10 centimeter. En del av ristningsytan på stenen har flagat av så att runtexten delvis är förstörd.

## Inskriften
Translitterering av runraden:
faylkbiurn × lit × risa × stin × ift[ʀ × nif × bruþur × sin] × (þ)[et ×] iʀu × sunʀ × oskis ×
Normalisering till runsvenska:
Folkbiorn let ræisa stæin æftiʀ Nef, broður sinn. Þet eʀu syniʀ Asgæiʀs.
Översättning till nusvenska:
Folkbjörn lät resa stenen efter Näv, sin broder. Det är Åsgers söner.

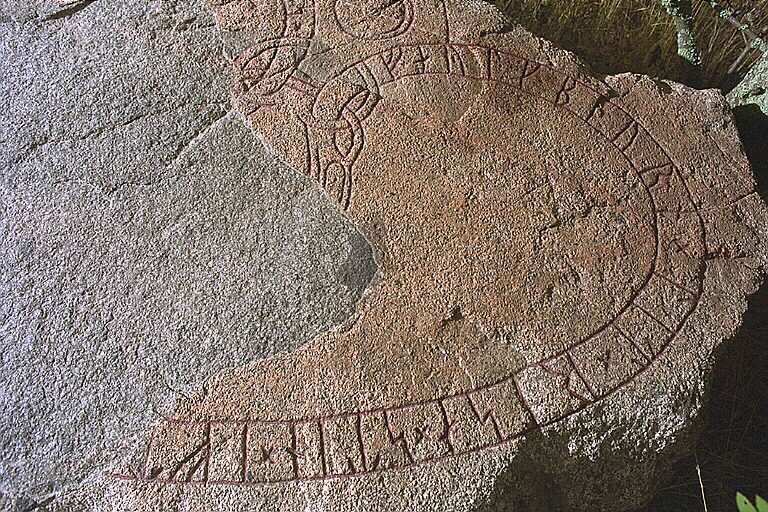
Detalj av ristningsytan på U 473.

Möjligen är brodern "Näv" samme man som kallas "Ekenäv" på U 472.